# Shoshana Netanyahu
Shoshana Netanyahu (Hebreeuws: שׁוֹשַׁנָּה נְתַנְיָהוּ), geboren als Shoshana Shenburg (Danzig, 6 april 1923 – Jeruzalem, 7 oktober 2022), was een Israëlisch advocaat en rechter. 
Shenburg werd geboren in Gdańsk en verhuisde in 1924, via Italië, naar de wijk Galim in Haifa, destijds onderdeel van Palestina. Ze werkte bij verschillende advocatenkantoren en bij de Israëlische luchtmacht, totdat ze in 1969 werd benoemd tot voorzieningenrechter van Haifa. Van 1974 tot 1981 was ze rechter in de districtsrechtbank van Haifa. In 1981 werd ze de tweede vrouwelijke rechter van het Israëlische Hooggerechtshof, na de pensionering van Miriam Ben-Porat. Ze trok zich in 1993 terug uit het Hooggerechtshof. Tijdens haar ambtstermijn leidde ze ook een nationale commissie voor gezondheidszorg in Israël van 1988 tot 1990, wat leidde tot grote wetswijzigingen.
Na haar pensionering was Netanyahu adjunct-docent aan de Universiteit van Haifa (1993-1998) en aan de Hebreeuwse Universiteit van Jeruzalem (1993-2002). In 1997 ontving ze een eredoctoraat van de Universiteit van Haifa. In 2002 werd ze ereburger van Jeruzalem. Ze was weduwe van de wiskundige Elisha Netanyahu (1912-1986) en daardoor de tante van Benjamin Netanyahu, de premier van Israël. Shoshana Netanyahu's zoons zijn Nathan (1951), hoogleraar in computerwetenschappen aan de Bar-Ilan Universiteit, en Dan (1954), auditor van informatiesystemen.
Netanyahu overleed op 7 oktober 2022 op 99-jarige leeftijd in Jeruzalem.
- Nationale Bibliotheek van Israël: 987007297817305171
- Virtual International Authority File: 100884484